# Wiktionnaire
Wiktionary
Le Wiktionnaire  est un projet lexicographique de la Wikimedia Foundation dont l’objectif est de définir tous les mots de toutes les langues, dans toutes les langues. En 2024, il existe plus de 170 langues de rédaction. Au sens strict, le terme « Wiktionnaire » désigne souvent la version en français de ce projet, Wiktionary étant le nom officiel en anglais. Il est géré en wiki dans le site web wiktionary.org et son contenu est librement réutilisable (sous licence CC-BY-SA).

## Histoire
La notion de Wiktionnaire débute sur la Wikipédia en anglais peu après sa fondation, où malgré le premier principe fondateur qui décrivait l’encyclopédie comme n’étant pas un dictionnaire de langue, des articles purement lexicaux étaient présents. Un projet de site dédié à un dictionnaire linguistique est initié et soutenu par Daniel Alston (connu sous le pseudonyme Fonzy) durant l’année 2002. Il ouvrira enfin sur un sous-domaine dédié wiktionary.wikipedia.org le 12 décembre 2002,. Mais cette solution ne fut que temporaire puisque le projet est déplacé le 26 décembre 2002 sur un nom de domaine dédié : www.wiktionary.org .
Le premier article de ce dictionnaire est « dog » (chien).
L’annonce de cette création se répand au sein des autres communautés linguistiques et des besoins d’autres versions mûrira pendant l’année 2003. Le 22 mars 2004, la version francophone, et polonophone sont créées à la demande des communautés. Pour faire cela, il a fallu déplacer la version anglophone de www.wiktionary.org vers en.wiktionary.org et ainsi rendre possible les domaines par code de langue.

## Organisation
Les projets Wiktionnaire ont pour vocation de devenir ensemble un dictionnaire descriptif doublement multilingue (les entrées et les définitions sont multilingues).

### Éditions les plus fournies
Les versions linguistiques du Wiktionnaire contenant plus d’un million d'articles en 2024 sont :
- Wiktionnaire en anglais ;
- Wiktionnaire en français ;
- Wiktionnaire en allemand ;
- Wiktionnaire en chinois ;
- Wiktionnaire en russe ;
- Wiktionnaire en grec ;
- Wiktionnaire en malgache ;
- Wiktionnaire en kurde.

## Popularité
Selon le service de statistiques de Web Alexa, en avril 2017, environ 5 000 000 de pages sont vues chaque jour sur l’ensemble des sites wiktionary.org, ce qui en fait approximativement le 600e site le plus consulté du Web, et l'un des principaux sites en matière de lexicographie.

## Partenariats
Le Wiktionnaire est interconnecté avec plusieurs projets de la Wikimedia Foundation, principalement Wikimedia Commons pour les illustrations et les fichiers sonores de prononciations de mots, Wikisource et Wikiquote pour les attestations d'usage, Wikipédia pour les compléments encyclopédiques aux définitions. Le Wiktionnaire est en outre lié à d'autres projets collaboratifs libres en ligne, principalement l'outil d'enregistrement des prononciations Lingua Libre.